# 목사교
목사교(Pastor Worship)는 기독교내에서 회중(교인 집단)이 목사에 대한 태도가 경의를 넘어서 우상화에 이른 상태를 일컫는다.  신자의 생각과 마음에 어느 특정 목사(대부분 담임목사)에 대한 집착과 애정을 갖되 신적인 권위를 갖게 함으로 그 목사가 교회 안에서 막강한 권력을 행사하게 되는 상태를 말한다.  그들은 주로 목사의 입에서 나오는 말대로 행동하고 가르침에 복종하기로 되어 있어 가스라이팅을 당하기 쉬우며, 신학적인 지식이 상대적으로 적어 정신적, 지식적으로 지배당하기에 이른다. 특정 이단종교에서의 세뇌가 설교 본문에 계획되어 있어 그 가르침에 따르도록 요구당하기 쉽상이다.

## 원인

### 구조적 문제
교회의 구조가 목사중심의 구조를 갖게 되어 있는 경우가 많아, 그 중심을 회중중심으로 바꾸려는 시도가 미국에 있어 왔다. (회중교회) 하지만, 회중교회는 교리적 가르침이 시대에 맞게 바뀌어 교회가 탈성경중심화되어 자유주의 신학에 침몰하게 되었다는 지적이 있어 왔다.  이로 인해, 목사 중심의 교회를 주장하는 이유는 신학적 토대를 유지하기 위한 해석이 많다.

### 목사들의 신학 독점
신학교를 나온 목사만이 신학을 알게 되므로 회중은 목사들의 가르침에만 따라야 한다. 이에 따라 신학의 대중화를 위한 움직임이 일어나고 있다.

## 폐해

### 교회 세습
목사중심의 교회에서 네포티즘에 해당하는 교회 세습이 일어나는 경우가 많다. 목사 가족에 의해 교회의 권력이 집중되어 부정부패의 온상이 되기 쉽다.  교회의 재정이 목사와 목사가족 위주로 집행되며, 지출과 수입이 불투명하고, 선교지원이 리베이트 형식으로 목회자에게 지급되는 등 교회 재정 사유화가 만연되기 쉽상이다. 이 현상에 대한 사회 각층의 문제의식이 팽배해져 있다.

### 범죄
목회자가 성도를 상습적으로 성추행이나 성폭행을 해도 목회자에 대한 우상화로 헝집행이 이루어져도 형식에 그치고, 다시 강단에 복귀하는 경우가 있다.

## 같이 보기
- 기독교에 대한 비판